# Trio Libels
Trio Libels es un grupo musical y vocal pop de Indonesia encabezada por Ronny Sianturi, Edwin Manansang y Yanni Djunaedi. Este grupo fue muy conocido en la década de 1980. Su nombre artístico proviene de las escuelas de un grupo de participantes conocidos así como Trio Libels de SMA Negeri 15 de Yakarta.

## Discografía
- 1989 - Gadisku
- 1990 - Aku Suka Kamu
- 1990 - Jerat Jerat Cinta
- 1992 - Bila Itu Maumu
- 1995 - Hanya Untukmu
- 1995 - Jangan Kau Pergi
- 1996 - Cinta Pertama
- 2010 - Life Is Beautifulll

## Premios y reconocimientos
- 1989 - Festival Lagu Populer Indonesia 1989 lagu "Lestari" (Hentriesa & Emma Madjid).
- 1990 - Hening, álbum keroyokan bersama Chrisye dan Rafika Duri.
- 1990 - Kidung, álbum keroyokan bersama Chrisye dan Rafika Duri.

- Datos: Q5803387